# Google Earth
Google Earth (trước đây được gọi là Keyhole EarthViewer) là một chương trình máy tính hiển thị hình ảnh 3D của Trái Đất, chủ yếu dựa trên hình ảnh vệ tinh. Chương trình hiển thị bản đồ Trái Đất bằng cách chụp ảnh vệ tinh, ảnh chụp từ trên không và dữ liệu GIS trên quả địa cầu 3D, cho phép người dùng xem các thành phố và phong cảnh từ nhiều góc độ khác nhau. Người dùng có thể khám phá địa cầu bằng cách nhập địa chỉ và tọa độ bằng bàn phím hay chuột. Chương trình cũng có thể được tải xuống trên điện thoại thông minh hoặc máy tính bảng, sử dụng màn hình cảm ứng hoặc bút cảm ứng để điều hướng. Người dùng cũng có thể sử dụng chương trình để thêm dữ liệu của riêng họ bằng Ngôn ngữ đánh dấu lỗ khóa thông qua các nguồn khác nhau, chẳng hạn như diễn đàn hoặc blog. Google Earth có thể hiển thị nhiều loại hình ảnh khác nhau được phủ trên bề mặt Trái Đất và cũng là một ứng dụng khách của Web Map Service.
Ngoài việc điều hướng, Google Earth cung cấp một loạt các công cụ khác thông qua ứng dụng dành cho máy tính để bàn, bao gồm cả công cụ đo khoảng cách. Google Earth có chế độ xem Mặt Trăng và Sao Hỏa, cũng như một công cụ để xem bầu trời đêm, và trình mô phỏng chuyến bay. Các tính năng khác cho phép người dùng xem ảnh chụp từ nhiều nơi khác nhau được tải lên Panoramio, hình ảnh chế độ xem phố và cung cấp thông tin của Wikipedia về một số địa điểm. Phiên bản web của Google Earth cũng bao gồm Voyager, một tính năng bổ sung định kỳ các chuyến tham quan trong chương trình, thường được giới thiệu bởi các nhà khoa học và nhà tài liệu.

## Một số tính năng cơ bản
- Hiển thị ảnh màu chụp từ vệ tinh
- Hiển thị các thông tin khác: kinh độ, vĩ độ, độ cao địa hình, tầm cao quan sát, góc quan sát
- Chồng xếp các lớp bản đồ khác: biên giới lãnh thổ, đường giao thông, các điểm giải trí, v.v...
- Đo đạc (chiều dài, diện tích) trên hình
- Hình ảnh nổi (3 chiều) các toà nhà ở một số thành phố trên thế giới.
- Cho phép ghi lại (bookmark) địa điểm theo nhu cầu.

## Các phiên bản
- Google Earth, bản miễn phí với chức năng giới hạn;
- Google Earth Pro, một bản client cho các máy tính Windows và Mac, được dùng cho mục đích thương mại.[1]